# Josep Ignasi Nogués i Jarne
Josep Ignasi Nogués i Jarne   (Barcelona, 24 de juliol de 1995) és un jugador de bàsquet català. Mesura 2,04 m d'estatura i el seu lloc natural a la pista és el d'aler pivot.

## Carrera esportiva
Nogués es va formar als equips de promoció de la Secció Esportiva Santa Eulàlia (SESE), i va entrar a formar part del cadet de la Penya l'any 2010. Amb l'equip cadet, on va jugar una temporada, es va proclamar campió del Campionat d'Espanya, i amb el júnior, on va ser-hi dues, va guanyar el Campionat d'Espanya els dos anys, a més del Torneig de L'Hospitalet i el Nike International Junior Tournament. Després va passar a ser jugador del CB Prat, equip filial de la Penya. Va jugar a la lliga LEB Plata la primera temporada, on van quedar campions de la fase regular, campions del play-off i van assolir l'ascens; i a la LEB Or en la segona temporada. En la seva tercera temporada al Prat, la temporada 2015-16, va combinar la seva presència al filial amb el FIATC Joventut de Salva Maldonado, amb el qual va disputar 13 partits. Va debutar amb el primer equip verd-i-negre a la Fonteta, el 18 d'octubre de 2015, fent 6 punts (dos triples) en 13 minuts.
L'estiu del 2016 es va convertir en jugador del primer equip, ampliant el seu contracte amb el club verd-i-negre tres temporades més. Aquella mateixa temporada no va poder disputar ni un sol partit oficial a causa de problemes de lumbàlgia que el van acabar portant al quiròfan en el mes de juliol de 2017. A la temporada següent, Nogués torna a disputar partits amb el Joventut, i el club el renova fins al 2020. L'estiu de 2019 arriba a un acord amb el club per rescindir l'any que li quedava de contracte i fitxa pel Breogán de LEB Or.

### Selecció espanyola
Nogués ha estat convocat en diferents categories inferiors de la selecció espanyola de bàsquet. La seva primera experiència internacional va ser amb la sub16, amb la qual va ser bronze en l'europeu disputat a la República Txeca el 2011. El 2012 va jugar el mundial sub17 a Kaunas i l'europeu sub18 que es va celebrar a Letònia i Lituània. També va jugar en el 2013 el mundial sub19 de Praga i l'europeu sub18 a Letònia, on va tornar a ser bronze. Amb la sub20, va ser subcampió dos anys seguits, el 2014 a Creta i el 2015 a Lignano Sabbiadoro (Itàlia).

## Estadístiques

### Lliga ACB
| Any       | Equip     | PJ | 5i | Min | %2P  | %3P  | %TL  | Reb | Ass | Rec | Tap | Punts | Val  |
| --------- | --------- | -- | -- | --- | ---- | ---- | ---- | --- | --- | --- | --- | ----- | ---- |
| 2015-16   | Joventut  | 13 | 2  | 8,8 | 50   | 32   | 25   | 0,7 | 0,1 | 0,3 | 0,2 | 1,8   | -0,2 |
| 2016-17   | Joventut  | 5  | 0  | 1   | 100  | 0    | 0    | 0,4 | 0   | 0   | 0   | 0,4   | 0,2  |
| 2017-18   | Joventut  | 19 | 1  | 6,3 | 44   | 36   | 40   | 0,7 | 0,1 | 0,1 | 0,1 | 1,2   | 0,4  |
| 2018-19   | Joventut  | 29 | 2  | 6,2 | 56,  | 40   | 33   | 0,5 | 0,1 | 0,2 | 0,1 | 1,3   | 0,5  |
| Total ACB | Total ACB | 66 | 5  | 6,4 | 53,3 | 34,8 | 33,3 | 0,6 | 0,1 | 0,2 | 0,1 | 1,3   | 0,3  |

### Play-off ACB
| Any     | Equip    | PJ | 5i | Min | %2P | %3P | %TL | Reb | Ass | Rec | Tap | Punts | Val  |
| ------- | -------- | -- | -- | --- | --- | --- | --- | --- | --- | --- | --- | ----- | ---- |
| 2018-19 | Joventut | 2  | 0  | 1,5 | 0   | 0   | 0   | 0   | 0   | 0   | 0   | 0     | -0,5 |